# Prakash Mehra

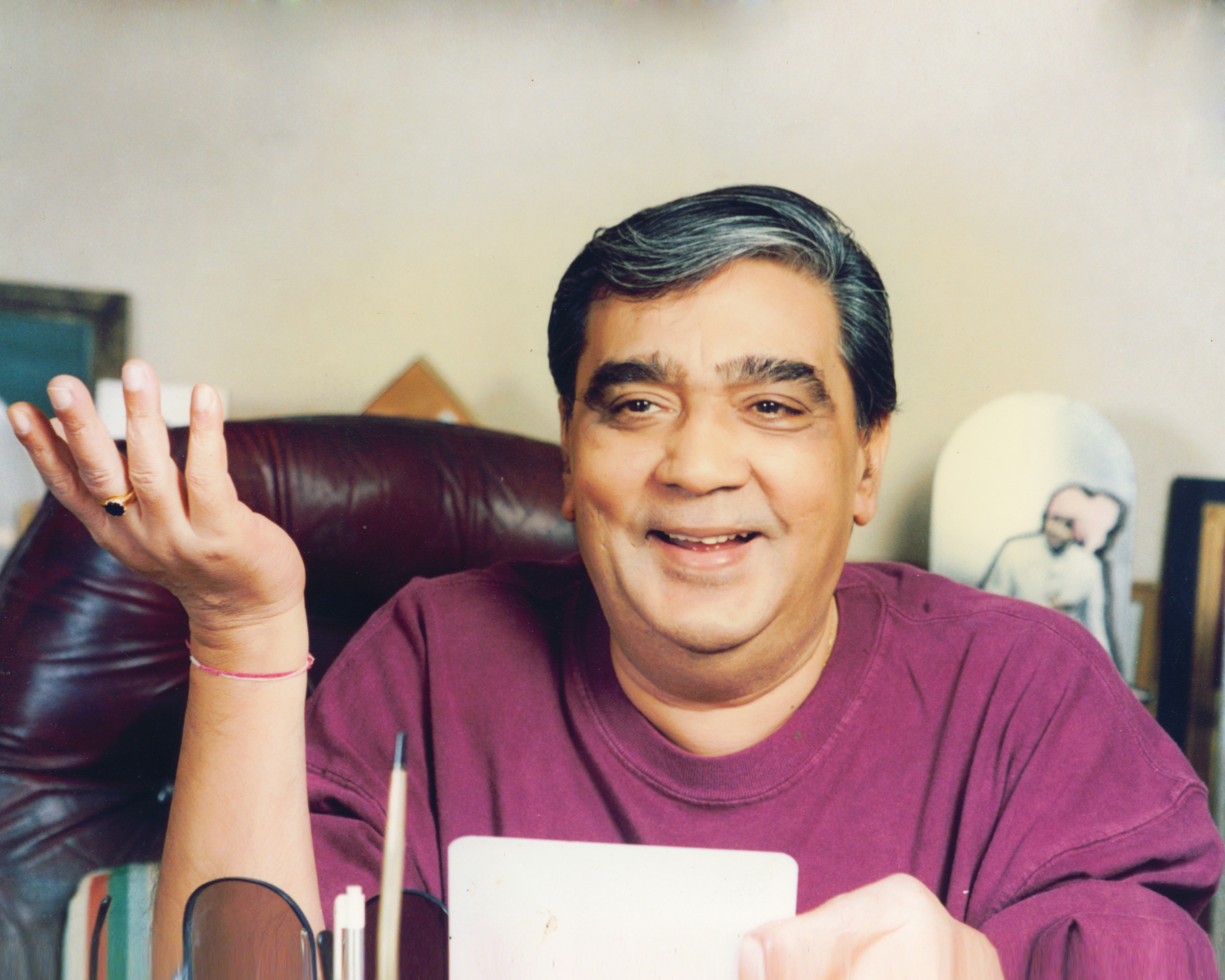
Prakash Mehra, 1998

Prakash Mehra (Hindi: प्रकाश मेहरा, Prakāś Mehrā; * 13. Juli 1939 in Bijnaur, Uttar Pradesh; † 17. Mai 2009 in Neu-Delhi) war ein indischer Filmregisseur und Produzent des Hindi-Films.

## Leben
Ende der 1950er Jahre war er Assistent des Regisseurs Dhirubhai Desai bei „Vishnu Cinetone“. In den 1960er Jahren arbeitete er als Liedtexter. Sein Regiedebüt hatte er 1968 mit Hasina Maan Jayegi. Der unter seiner eigenen Gesellschaft „Prakash Mehra Prod.“ entstandene Film Zanjeer (1973) war die erste einer Reihe erfolgreicher Produktionen mit dem Hauptdarsteller Amitabh Bachchan. Er etablierte dessen Image als Outsider und einzelkämpferischer Held der Unterschicht. Mit Bachchan drehte Mehra auch Lawaaris (1981) und Namak Halal (1982), zwei weitere kommerziell sehr erfolgreiche Hindi-Filme. Ab Mitte der 90er Jahre zog er sich aus dem Filmgeschäft zurück.

## Filmografie (Regiearbeiten)
- 1968: Hasina Maan Jayegi
- 1971: Mela
- 1972: Aan Baan
- 1972: Samadhi
- 1973: Ek Kunwari Ek Kunwara
- 1973: Zanjeer
- 1974: Haath Ki Safai
- 1976: Hera Pheri
- 1976: Khalifa
- 1978: Aakri Daku
- 1978: Muqaddar Ka Sikandar
- 1980: Desh Drohi
- 1980: Jwalamukhi
- 1981: Lawaris
- 1982: Namak Halal
- 1984: Sharabi
- 1987: Muqaddar Ka Faisla
- 1988: Mohabbat Ke Dushman
- 1989: Jadugar
- 1992: Zindagi Ek Jua
- 1996: Bal Bramhachari